# Dalibarda
- Commons
- Wikispecies

Dalibarda L. é um género botânico pertencente à família Rosaceae.

## Espécies
| - Dalibarda calycina - Dalibarda cordata - Dalibarda fragarioides - Dalibarda geoides - Dalibarda latifolia - Dalibarda lobata | - Dalibarda pedata - Dalibarda pyrifolia - Dalibarda repens - Dalibarda ternata - Dalibarda violaeoides |

- Lista completa

## Classificação do gênero
| Sistema | Classificação                       | Referência               |
| ------- | ----------------------------------- | ------------------------ |
| Linné   | Classe Icosandria, ordem Pentagynia | Species plantarum (1753) |

- (em alemão) PPP-Index
- (em inglês) USDA Plants Database
- (em inglês) Plant Systematics
- (em inglês) Botânica sistemática
- (em inglês) IPNI index